# Solenobia dorotheae
Solenobia dorotheae är en fjärilsart som beskrevs av Herrmann 1981. Solenobia dorotheae ingår i släktet Solenobia och familjen säckspinnare. Inga underarter finns listade i Catalogue of Life.